# Бенестроф
Бенестроф (фр. Bénestroff) насеље је и општина у североисточној Француској у региону Лорена, у департману Мозел која припада префектури Шато Сален.
По подацима из 2011. године у општини је живело становника, а густина насељености је износила 55,02 становника/km². Општина се простире на површини од 9,56 km². Налази се на средњој надморској висини од 320 метара (максималној 330 m, а минималној 222 m).

## Демографија
| 1962. | 1968. | 1975. | 1982. | 1990. | 1999. | 2011. |
| ----- | ----- | ----- | ----- | ----- | ----- | ----- |
| 557   | 609   | 554   | 565   | 587   | 516   | 526   |

График промене броја становника у току последњих година